# Valentinus (Usurpator)
Valentinus († 368) war ein römischer Usurpator gegen Kaiser Valentinian I.
Der Pannonier Valentinus wurde 368 wegen eines (nicht überlieferten) Verbrechens zum Tode verurteilt, auf Bitten seines Schwagers Maximinus aber von Kaiser Valentinian begnadigt und nach Britannien verbannt. Dort sammelte Valentinus weitere Exilanten um sich und zettelte eine Verschwörung an, der sich auch örtliche Truppenführer anschlossen. Der Kaiser entsandte seinen magister equitum Theodosius, der die Rebellion im Rahmen eines größer angelegten Feldzugs gegen aufständische Pikten, Skoten und Sachsen niederschlug. Valentinus und seine Anhänger wurden dem neuen Dux Britanniarum Dulcitius übergeben und hingerichtet.